# Hành tinh dung nham

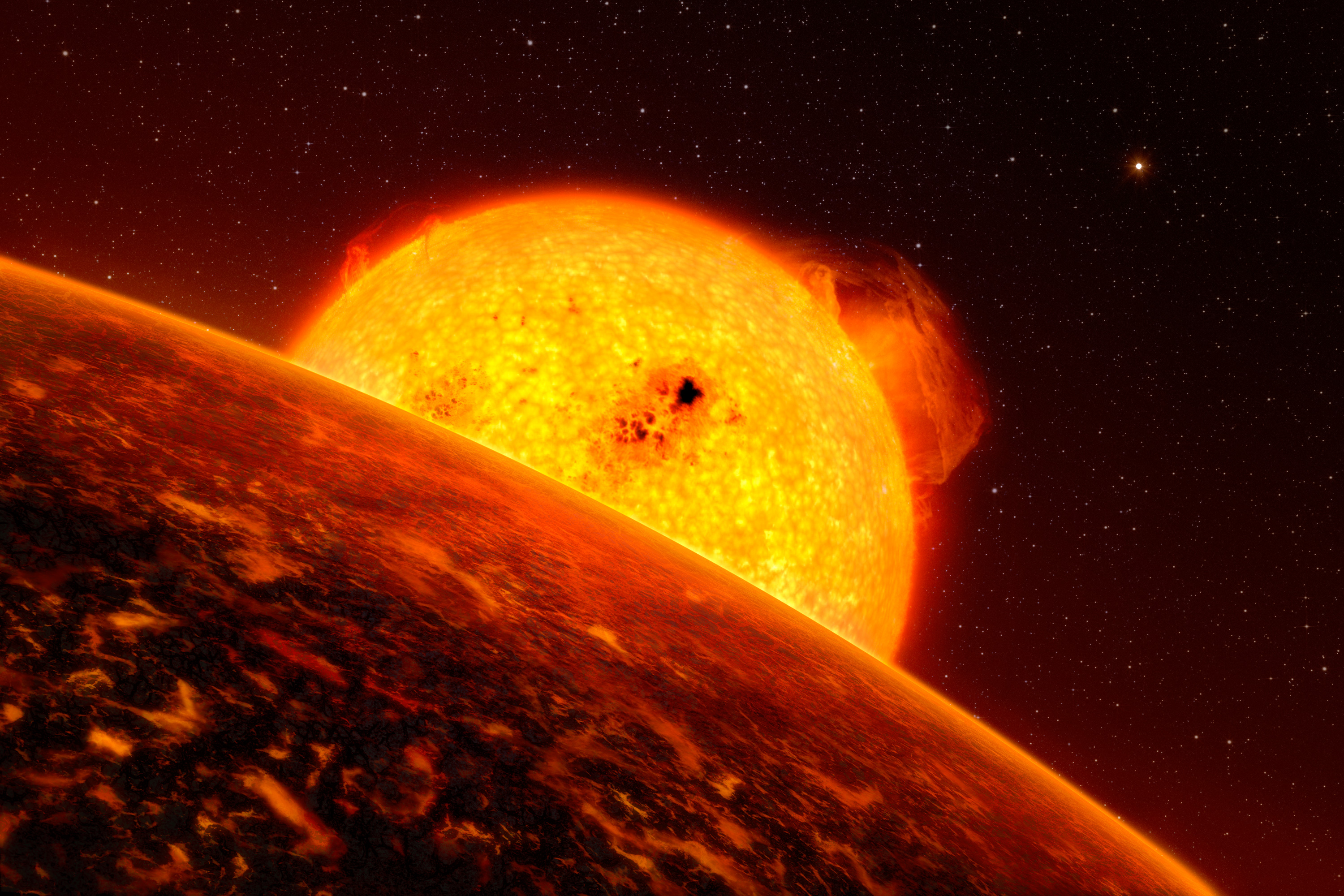
Ý tưởng giả thuyết về COROT-7b, có khả năng là một ngoại hành tinh dung nham

Một hành tinh dung nham là một loại giả thuyết của hành tinh trên mặt đất, với bề mặt chủ yếu hoặc hoàn toàn được bao phủ bởi dung nham nóng chảy. Các tình huống mà các hành tinh như vậy có thể tồn tại bao gồm một hành tinh đất đá trẻ ngay sau khi hình thành, một hành tinh gần đây đã chịu một sự kiện va chạm lớn, hoặc một hành tinh quay rất gần ngôi sao của nó, gây ra sự chiếu xạ và lực thủy triều dữ dội.

## Các yếu tố
Các hành tinh dung nham có lẽ sẽ quay rất gần với ngôi sao mẹ của chúng. Trong các hành tinh có quỹ đạo lệch tâm, trọng lực từ ngôi sao gần đó sẽ làm biến dạng hành tinh theo định kỳ, dẫn đến ma sát sinh ra nhiệt bên trong. Sự nóng lên của thủy triều này có thể làm tan chảy đá thành magma, sau đó sẽ phun trào qua núi lửa. Điều này sẽ tương tự như Mặt trăng Io của Hệ mặt trời, quay gần với Sao Mộc của nó. Io là hành tinh hoạt động địa chất mạnh nhất trong Hệ Mặt trời, với hàng trăm trung tâm núi lửa và dòng dung nham rộng lớn. Các hành tinh dung nham quay quanh cực kỳ gần với ngôi sao mẹ của chúng có thể có nhiều hoạt động núi lửa hơn cả Io, khiến một số nhà thiên văn học sử dụng thuật ngữ siêu Io. Các ngoại hành tinh "siêu Io" này có thể giống với Io với lượng lưu huỳnh lớn tập trung trên bề mặt của chúng có liên quan đến núi lửa hoạt động liên tục.
Tuy nhiên, sưởi ấm thủy triều không phải là yếu tố duy nhất hình thành nên một hành tinh dung nham. Ngoài việc sưởi ấm thủy triều từ quỹ đạo gần với ngôi sao mẹ của chúng, sự chiếu xạ của sao có thể làm tan chảy lớp vỏ bề mặt trực tiếp thành dung nham. Toàn bộ bề mặt sao của một hành tinh bị khóa chặt có thể bị bao phủ trong đại dương dung nham trong khi bên cạnh có thể có hồ dung nham, hoặc thậm chí mưa nham thạch do ngưng tụ đá bốc hơi từ ban ngày. Khối lượng của hành tinh cũng sẽ là một yếu tố. Sự xuất hiện của kiến tạo mảng trên các hành tinh trên mặt đất có liên quan đến khối hành tinh, với các hành tinh lớn hơn Trái Đất dự kiến sẽ thể hiện kiến tạo mảng và do đó hoạt động núi lửa dữ dội hơn. Ngoài ra, một Trái Đất Mega có thể giữ lại rất nhiều nhiệt bên trong từ sự hình thành của nó mà một lớp vỏ rắn không thể hình thành.
Protoplanet có xu hướng hoạt động núi lửa dữ dội do một lượng lớn nhiệt bên trong ngay sau khi hình thành, thậm chí các hành tinh tương đối nhỏ quay quanh các ngôi sao mẹ của chúng. Các hành tinh dung nham cũng có thể là kết quả của các tác động khổng lồ; Trái Đất trong một thời gian ngắn là một hành tinh dung nham sau khi bị tác động bởi một thiên thể có kích thước như sao Hỏa gây ra sự hình thành Mặt trăng.

## Ứng viên
Không có hành tinh dung nham được biết đến trong Hệ Mặt trời và sự tồn tại của các hành tinh dung nham ngoài hệ mặt trời vẫn còn trên lý thuyết. Một số ngoại hành tinh được biết đến có khả năng là thế giới dung nham, với khối lượng, kích thước và quỹ đạo đủ nhỏ. Các ngoại hành tinh dung nham có khả năng bao gồm COROT-7b, Kepler-10b, và Kepler-78b.